# Conotrachelus rubrolamellatus
Conotrachelus rubrolamellatus – gatunek chrząszcza z rodziny ryjkowcowatych.

## Zasięg występowania
Ameryka Południowa, występuje w Brazylii.

## Budowa ciała
Przednia krawędź pokryw znacznie szersza od przedplecza, pofalowana, zakończona wydatną, podwójną ostrogą. Tylna krawędź pokryw równo ścięta. W przedniej oraz tylnej części pokryw liczne ostrogi, zaś gładszej środkowej dwa podłużne, łukowato wygięte, listewkowate garbki. Przedplecze prostokątne w zarysie w tylnej części, z przodu  zwężone i pokryte bardzo licznymi ostrogami.